# Mihail Simovici
Mihail Simovici (în ucraineană Михайло Іванович Сімович) (n. 1869 – d. 1953) a fost un pedagog și lider religios al ucrainenilor din Bucovina.
Era originar din satul Hadînkivți (Galiția), fiind fratele lui Vasil Simovici. A fost preot greco-catolic și profesor de religie la școlile secundare din Cernăuți. A îndeplinit funcția de vicar general pentru greco-catolicii din Bucovina și Maramureș (1930-1940, 1941-1943). În perioada ocupației sovietice a nordului Bucovinei s-a refugiat la Blaj (Transilvania).